# Colegio Stella Maris
El Colegio Stella Maris es un colegio privado católico ubicado en el barrio de Carrasco Norte en Montevideo, Uruguay.

## Historia
En la década del 1950 en Uruguay, un grupo de familias católicas se reunió para procurar la llegada de los Hermanos Cristianos al país con el objetivo de crear un colegio basado en los valores de Edmund Ignace Rice.
Fue así como a comienzos de 1955 llegaron a Montevideo el hermano J. I. Doorley y el hermano J. V. Ryan, con la misión de realizar los últimos trámites para la apertura del nuevo colegio. Entre ambos eligieron la primera sede del Colegio, una casa situada en la rambla República de México, esquina con Puyol, en el barrio de Carrasco.
El hermano Doorley volvió a Buenos Aires y fue sustituido por el hermano P. C. Kelly, y poco tiempo después se le unieron los hermanos J. V. O’Reilly y H. G. McCaig. Como el colegio se hallaba encarado al mar, el hermano Kelly, muy devoto de la Virgen, decidió ponerlo bajo su protección y llamarlo Stella Maris, al igual que la parroquia de la zona.
El colegio abrió sus puertas en 1955 como una institución educativa para varones. La generosidad del Carrasco Polo Club permitió que los alumnos utilizaran sus canchas para practicar ejercicio físico, forjando uno de los pilares educativos del colegio: el deporte. El hermano J. V. O’Reilly fue quien introdujo el rugby al colegio y por muchos años este fue el deporte oficial.
El 12 de marzo de 1961 se inaugura la sede actual del colegio en la calle Máximo Tajes, y a fines de 1962 egresa la primera generación de alumnos de cuarto de secundaria.
En 1963 se inicia el sistema de "Houses", que identifica a todos los alumnos y sus familias en cuatro grandes grupos: Prior, Sion, Iona y Newman. De este modo, el "Family Day" se consagra como un día especial para el colegio, en que prevalece la sana competencia y la alegría.
En 1985 ingresa la primera generación de alumnas a Bachillerato y a partir de 1989 ingresa la primera generación de niñas a los preparatorios de Primaria. Desde ese año el colegio pasó paulatinamente a ser mixto en todos sus niveles. Luego, en 1991 el Colegio incorpora la enseñanza de nivel Inicial.
Desde el año 2002 hasta la actualidad, el colegio ha acompasado su desarrollo al continuo crecimiento del alumnado. En 2002 se inauguró el nuevo edificio de Primaria y Nivel Inicial, el piso de Bachillerato Internacional y nuevos laboratorios de Informática en el 2003, así como el nuevo comedor y ampliación del piso de Bachillerato Internacional en el 2004. En el 2005 se llevó a cabo la ampliación del primer piso de Primaria coincidiendo con la celebración de los 50 años del colegio, y durante el 2007 se llevaron a cabo las obras del nuevo gimnasio.
En 1998 los Hermanos Cristianos se retiran de la dirección del Colegio y permanecen en Uruguay, trabajando en la comunidad de La Cruz hasta 2004. Con el objetivo de coordinar y planificar el servicio social, anteriormente coordinado por los hermanos, se crea la Comisión de Acción Social, integrada por padres de alumnos, docentes, exalumnos y el Old Christians Club.
Hoy en día los colegios de los Hermanos Cristianos que existen en varios lugares del mundo, emulan el ejemplo de su fundador, el beato Edmund Rice, de desarrollar al máximo toda la dimensión de la persona, junto con el desarrollo de un sentido de valores y un compromiso al servicio de los demás.

## Filosofía
Los dos pilares fundamentales de la educación del Christian Brothers College fueron, originalmente, la enseñanza de la religión católica y el deporte. En el plano religioso, los hermanos siempre estuvieron alineados con las doctrinas más ortodoxas dentro del catolicismo.
El hermano J. V. O'Reilly fue quien introdujo el rugby al colegio y por muchos años este fue el deporte oficial. En 1958 los equipos del colegio viajaron  por primera vez a Buenos Aires para enfrentarse al Colegio Cardenal Newman, lo que se convirtió luego en una tradición. Se esperaba que los alumnos dejaran el cuerpo y alma en la cancha. Tal fue el éxito del rugby que los antiguos graduados del colegio fundaron en 1965, con ayuda de los Hermanos Cristianos, el Old Christians Club
No obstante ser el rugby el deporte oficial, se practicaba fútbol en la escuela y en los recreos del liceo.
La importancia que los hermanos asignaban al deporte en la formación quedó de manifiesto en el momento de la fundación del club de exalumnos. El primer escudo del club llevaba la leyenda en latín “Viriliter Age”, idea del hermano Gallager. El lema, que significa “Sed Hombres”, debía ser interpretado, según Gallager, en su máxima expresión: ser hombres para encarar el futuro, ser hombres al medirse con los semejantes, ser hombres con los padres, hermanos e hijos y ser hombres en la firmeza, en la fortaleza y en los momentos de debilidad.

## Accidente en la cordillera de los Andes
El 13 de octubre de 1972 un Fairchild Fokker F27 perteneciente a la Fuerza Aérea Uruguaya en el que viajaban un equipo de rugby de exalumnos del Colegio Stella Maris, familiares y amigos, cayó en la cordillera de los Andes.

## Alumnos destacados
| - Francisco Domingo Abal Guerault - Pedro Algorta - Álvaro Alonso - Fernando Parrado - Roberto Canessa - Pablo Fabregat - Pablo Goncálvez - Javier de Haedo | - Conrado Hughes - Bautista Mascia - Javier Methol - Carlos Páez Rodríguez - Omar Paganini - Eduardo Strauch - Pablo Vierci - Gustavo Zerbino |